# Línea 54 (Córdoba)
La Línea 54 es una línea de transporte urbano de pasajeros de la ciudad de Córdoba, Argentina. El servicio está actualmente operado por la empresa T.A.M.S.E.. 
Anteriormente el servicio de la línea 54 era denominada como R3 desde 2002 por T.A.M.S.E., en septiembre de 2013, TAMSE deja de operar el corredor Rojo y pasan a manos de Aucor, hasta el 1 de marzo de 2014, por la implementación del nuevo sistema de transporte público, el R3 se fusiona como 53 y operada por la misma empresa, más tarde Aucor deja de existir y pasa a manos de ERSA Urbano donde ésta operó hasta el 18 de diciembre de 2022 pasa a manos de TAMSE.

## Recorrido
Desde Villa Retiro a Polo sanitario.
 Servicio diurno.
IDA: De Estación de Servicios y Av. Rancagua – por esta – Entrada al Bº Ciudad Villa Retiro – Calle Principal – Calle Pública N.º 5 – Calle Pública N.º 6 – Calle Pública – Calle Principal – Av. Rancagua – Colectora – Entrada Principal a la Ciudad los Cuartetos – Calle Principal – Calle Pública N.º 3 – Calle Pública N.º 2 – Calle Pública N.º 1 – Calle Central – Salida Principal Ciudad los Cuartetos – Colectora – Av. Rancagua – Av. Agustín Rabello – Marco de Pont – San Benito – Pichana – Gustavo A. Marambio – Marco de Pont – Av. Dr. Arturo Capdevila – República de Siria – Maracaibo – República de Líbano – Mauricio Yadarola – Gino Galeotti – Av. Eduardo Bulnes – Félix Frías – Libertad – Ovidio Lagos – Puente Sarmiento – Sarmiento – Humberto Primo – Av. Gral. Paz – Av. Vélez Sarsfield – Bv. San Juan – Bv. Arturo Illia – Av. Gdor. Amadeo Sabattini – Bajada Pucara – Rotonda – Bajada Pucara hasta Av. Gdor. Amadeo Sabattini.
REGRESO: De Bjda. Pucara - Bv. Perón (fin vuelta redonda) San Jerónimo -  27 de Abril - Belgrano - Tucumán - La Rioja - Catamarca - Maipú - Fray M. Esquiu - Av. Juan B. Justo - Margariño Cervantes - Rep. De Siria - Av. Dr. Arturo Capdevila - Marco de Pont - Gustavo Marambio - San Huberto - San Benito - Marco de Pont- Av. Florencio Parravicini - Av. Rancagua - Colectora - Entrada Principal a la Ciudad los Cuartetos - Calle Central- Calle Pública N.º 1 - Calle Pública N.º 2 - Calle Pública Nº 3 - Calle Central - Salida Principal Ciudad los Cuartetos - Colectora - Av. Rancagua - Calle Principal Bº Villa Retiro - Calle Pública Nº 4 - Calle Pública Nº 5 - Calle Pública N.º 6 - Calle Principal - Av. Rancagua hasta Estación de Servicios.